# Cupules

División de jurisdicciones mayas en el según Ralph L. Roys. La región del cacicazgo Kupul está marcada con el número 11.

Cupules o también Kupules, (del maya: Kupul ‘toponímico; gentilicio’) es el nombre de los pobladores de un cacicazgo maya o kuchkabal, en época de la conquista de Yucatán. Se llamó Cupul (Kupul) a una de las más extensas y densamente pobladas jurisdicciones o provincias mayas de la Península de Yucatán. Fue conformada a mediados del siglo XV después de la caída de Mayapán y estaba vigente políticamente durante el siglo XVI, en el momento de la propia conquista conducida por los españoles encabezados por Francisco de Montejo (el Adelantado). Según la enciclopedia Yucatán en el tiempo, la voz maya ku-pul, significa el que arroja, el que rebota, dando una connotación que refiere a los jugadores de pelota mayas que existieron en la región.

## Territorio
Hacia el norte, según algunos investigadores, llegaba hasta la costa de la Península de Yucatán; según otros como Ralph L. Roys (ver imagen superior), terminaba antes de llegar al litoral para dar espacio a la jurisdicción de Chikinchel. Hacia el oriente colindaba con el cacicazgo de Ekab que se extendía por toda la costa del Caribe yucateco. Hacia el sur, tenía sus límites en los cacicazgos de Sotuta y de Cochuah, aunque hay quienes afirman que por una gran franja que pasaba a lo largo de Cochuah y Uaymil, llegaba hasta Chotemal o Chactemal, la jurisdicción más sureña de los mayas (yucatecos) peninsulares (ver diagrama); finalmente hacia el poniente colindaba con Ah Kin Chel.
De lo que parece no haber duda es que se trató de la región más densamente poblada del Mayab cuando llegaron los exploradores españoles, primero, y después cuando se emprendió la lucha por la conquista del territorio hacia 1527. Francisco de Montejo (el Sobrino) fue designado por su tío, el Adelantado, para fundar en el territorio Kupul la ciudad de Valladolid como un enclave estratégico para ejercer el dominio de los conquistadores en esa zona fuertemente resistente a la incursión europea. Tal ciudad fue fundada en 1543 y a lo largo de la conquista y de la época colonial, sirvió de bastión siempre en pie de lucha en contra de los indígenas, para los conquistadores primero, para los encomenderos, después, y para la resistencia contra los insurrectos mayas durante la cruenta guerra de castas sostenida a lo largo de la segunda mitad del siglo XIX.
Entre las principales poblaciones mayas que vivían sujetas al cacicazgo Cupul hasta el siglo XVI estaban Panabá, Tsonot, Temozón, Cucumul, Tixcacalcupul, Uayumhá, entre otras. De los yacimientos arqueológicos conocidos hoy en día, habían formado parte del cacicazgo, en distintas épocas, Chichén Itzá, Ek Balam, Tulubá. Chichén Itzá fue la capital del cacicazgo durante una cierta época hasta antes del año 1220, en que, ya durante la dictadura de Mayapán (hasta 1440), se nombró a Ek Balam como Halach Uinik de la jurisdicción y entonces este fundó la población que lleva su nombre y que a partir de entonces funcionó como capital del cacicazgo.